# Lysias
De Attische redenaar Lysias (Grieks: Λυσίας) (Athene, 445 v.Chr. - onbekend, 380 v.Chr.), een van de tien opgenomen in de canon van Griekse redenaars, was een belangrijk vertegenwoordiger van de gerechtelijke welsprekendheid.
Hij was de zoon van Kefalos, een rijke wapenfabrikant afkomstig uit Syracuse (Sicilië), die op uitnodiging van Perikles naar Athene was gekomen.
De jonge Lysias studeerde rechten en welsprekendheid in Thurii bij de jurist Teisias. Na zijn studies keerde hij naar Athene terug, waar hij met zijn broers de winstgevende wapenhandel van hun vader overnam. Tijdens het oligarchische schrikbewind na de Peloponnesische Oorlog werd de familie in 404 v.Chr. door de Dertig Tirannen op de proscriptielijsten geplaatst, deels om hun democratische sympathieën, maar ook om hun groot vermogen. Zij werden gearresteerd, en Lysias wist te ontsnappen, maar een van zijn broers, Polemarchos, werd omgebracht. Het familievermogen werd geconfisqueerd, en slechts met de grootste moeite wist Lysias achteraf zijn leven te herorganiseren, zoals hij uitvoerig beschrijft in een aanklacht (403 v.Chr.) tegen Eratosthenes, een van de Dertig en moordenaar van zijn broer.
Omdat hij als metoik en zoon van een immigrant geen volledig Atheens burgerrecht bezat, mocht hij ook niet zelf pleiten voor een rechtbank. Een poging om het volledige burgerrecht te verwerven op grond van verdienste mislukte wegens een procedurefout. Meestal was hij te Athene werkzaam als succesvol logograaf (= "advocaat" die tegen betaling redevoeringen en pleidooien schreef voor anderen).
Lysias streefde ernaar zich te verplaatsen in de aard en de uitdrukkingswijze van de cliënt voor wie hij de rede schreef. Zijn ‘ethopoeïa’ (= karakteruitbeelding) werd in de oudheid geroemd, evenals de eenvoud, zuiverheid en duidelijkheid van zijn taalgebruik en de simpele, maar doelmatige opbouw van de redevoeringen.
Tussen 403 en 380 v.Chr. heeft Lysias honderden redevoeringen gemaakt. 425 redevoeringen werden in de Oudheid aan hem toegeschreven, 34 zijn er bewaard gebleven. Sommigen daarvan hebben een politieke achtergrond, andere gaan over gebeurtenissen uit het dagelijks leven. Alle waren voor de rechtszaal (juridische redevoeringen), behalve twee gelegenheidsredevoeringen: een lijkrede en een lofrede (een feestrede voor de Olympische Spelen).

## Nederlandse vertalingen
- Lysias. Redevoeringen, vertaald door Jeroen A.E. Bons, 1993, ISBN 9065543112
- Lusias, Zes kleinere pleidooien, vertaald door A. Van Bilsen, 1949 (nrs. 7, 16, 22, 23, 24 en 32)
- Lusias. Pleidooien tegen Eratosthenes en tegen Agoratos, vertaald door G. Timmermans, 1946 (herzien 1955).
- C.M.J. Sicking, Antieke pleidooien, vol. I, 1969, p. 54-83 (nrs. 3, 12 en 24)